# Dom nad jeziorem
Dom nad jeziorem (ang. The Lake House) – amerykański melodramat z 2006 roku w reżyserii Alejandro Agrestiego. Remake koreańskiego filmu Il Mare (2000) w reżyserii Lee Hyun-seunga.

## Obsada
- Sandra Bullock – Kate Forster
- Keanu Reeves – Alex Wyler
- Christopher Plummer – Simon Wyler
- Ebon Moss-Bachrach – Henry Wyler
- Shohreh Aghdashloo – dr Anna Klyczynski
- Dylan Walsh – Morgan Price
- Lynn Collins – Mona

## Fabuła
Film opowiada historię samotnej doktor Kate Foster, która pewnego zimowego dnia niechętnie opuszcza piękny dom nad jeziorem i wyrusza pracować w szpitalu w Chicago. Przed wyjazdem zostawia notkę dla nowego mieszkańca domu, prosząc go o napisanie do niej.
Jednakże nowy lokator, Alex Wyler, widzi inny dom nad jeziorem – zaniedbany, brudny i bez śladów łap. Ignoruje list Kate aż do momentu. Jednak kilka dni później, gdy maluje mostek prowadzący do domu, zbłąkany pies przebiega po świeżo malowanym, zostawiając ślady łap, o których pisała Kate. Odpowiada na list Kate i odkrywa, że dzielą ich dwa lata.
Korespondujące ze sobą przez skrzynkę pocztową domu nad jeziorem Kate i Alex zakochują się w sobie. Ponieważ Kate żyje w przyszłości, może powiedzieć Alexowi, gdzie może ją spotka w roku 2004. Raz prosi Alexa, by odnalazł dla niej coś ważnego (dar od ojca – jej ulubioną książkę) – powieść, którą zostawiła dwa lata temu na stacji kolejowej. Alex idzie na stację i spotyka tam Kate. Choć odnalazł książkę, nie zwraca jej Kate, ale obiecuje, że zwróci ją osobiście.
Dzięki psu, który zostawił odciski łap, Alex i jego przyjaciółka Mona, którą on nie jest zainteresowany, poznają Morgana, chłopaka Kate i oboje zostają zaproszeni na jej przyjęcie urodzinowe. Podczas przyjęcia Kate jest zirytowana na Morgana. Wychodzi na dwór, gdzie siedzi Alex, który próbuje zdecydować, jak dać tej młodszej wersji Kate znać, że jej „listowy kochanek” to on. Kate nie ma pojęcia, kim jest Alex, tak samo jak nie wie o ich związku w przyszłości. Jednak dzielą oni romantyczny taniec i pocałunek, przerwany przez Morgana i Monę.

### Chronologiczna kolejność wydarzeń
2004
- Alex znajduje pierwszy list, który mówi o śladach łap na moście.
- Alex maluje most. Pojawia się pies, Jack, który zostawia na moście odciski łap. Alex i Kate korespondują ze sobą.
- Jack ucieka. Alex wyprowadza się z domu nad jeziorem i daje klucze Morganowi, tak że Kate może go wynająć.
- Chłopak Kate znajduje Jacka i ofiaruje go Kate. Kate wprowadza się do domu nad jeziorem.

2006
- Kate opuszcza dom nad jeziorem i przeprowadza się do Chicago, zostawia także pierwszy list, w którym wspomina o śladach łap i pudełku na strychu.
- W walentynki Kate jest świadkiem wypadku samochodowego na Daley Plaza, w którym ginie mężczyzna. Jest lekarzem, więc udziela mężczyźnie pierwszej pomocy, lecz on umiera.
- W walentynki Alex dostaje rozpaczliwą wiadomość od Kate z roku 2008 i czeka na nią dwa lata.
- Odwiedzając w weekend dom nad jeziorem, dziewczyna znajduje odpowiedź na swój list.
- Alex i Kate korespondują ze sobą.
- Kate czeka na Alexa w restauracji Il Mare dzieje się to w październiku 2006 (według jej czasu) po śmierci ojca Alexa, ale Alex nie przychodzi.
- Kate mówi Alexowi, by nie pisał do niej więcej.

2007
- Kate ponownie wiąże się z Morganem.

2008
- W walentynki Kate i Morgan odwiedzają firmę projektującą domy, której współwłaścicielem jest brat Alexa, Henry. Kiedy Kate zauważa na ścianie szkic domu nad jeziorem, pyta Henry’ego, kto jest jego autorem. Gdy Henry odpowiada, iż rysunek wykonał Alex, Kate pyta, jak może się z nim skontaktować. Okazuje się, że Alex umarł równo dwa lata temu, w walentynki. Kate pyta o szczegóły i dowiaduje się, że Alex zginął w wypadku samochodowym. Kate domyśla się, że to Alex był mężczyzną, któremu udzielała pomocy.
- Kate w pośpiechu udaje się do domu nad jeziorem i zostawia w skrzynce rozpaczliwą wiadomość, prosząc Alexa, by nie przychodził spotkać się z nią na Plaza, żeby nie przechodził przez ulicę i po prostu czekał. Sama czeka w domu nad jeziorem.
- Płacząc, Kate omalże nie zauważa, iż jej wiadomość została odebrana. Wstaje, obraca się i dostrzega Alexa. Mówi „Czekałeś...”, całują się i film się kończy.

## Dom nad jeziorem
- Dom nad jeziorem został zbudowany przez ojca Alexa Wylera. Kiedy Alex miał 8 lat, mieszkał z rodzicami w tym domu. Jego brat, Henry, urodził się, gdy mieszkali w tym domu.
- Kate wysyła Alexowi (żyjącemu w roku 2004) kopię pracy jego ojca, która została wydana dopiero w roku 2006. W książce tej znajduje się zdjęcie Simona Wylera i jego ośmioletniego syna na tle domu nad jeziorem. Podpis pod zdjęciem głosi: „Simon Wyler z synem Alexem przy swoim projekcie domu nad jeziorem.”
- Zarówno Alex, jak i jego brat Henry mają napięte stosunki z ojcem, Simonem Wylerem.
- W roku 2004 Alex informuje swojego brata, że właśnie kupił dom. Mówi o nim „To ruina, jest opuszczony od lat”. Alex kupił dom nad jeziorem, w którym kiedyś mieszkał. Okazuje się, że Henry praktycznie nie pamięta tego miejsca.

## Produkcja
Dom nad jeziorem został zbudowany specjalnie na potrzeby filmu – nad jeziorem Maple w stanie Illinois w USA. Filmowcom pozwolono na to pod warunkiem, iż pozostawią jezioro w nienaruszonym stanie. Oznacza to, że po nakręceniu filmu dom został rozebrany.
Adres: Maple Lake, 95th Street i Archer Avenue, Cook County, Illinois, USA

## Ścieżka dźwiękowa
1. „This Never Happened Before” – Paul McCartney
2. „(I Can’t Seem To) Make You Mine” – The Clientele
3. „Time Has Told Me” – Nick Drake
4. „Ant Farm” – Eels
5. „It’s Too Late” – Carole King
6. „The Lakehouse” – Rachel Portman
7. „Pawprints” – Rachel Portman
8. „Tough Week” – Rachel Portman
9. „Mailbox” – Rachel Portman
10. „Sunsets” – Rachel Portman
11. „Alex’s Father” – Rachel Portman
12. „Il Mare” – Rachel Portman
13. „Tell Me More” – Rachel Portman
14. „She’s Gone” – Rachel Portman
15. „Wait For Me” – Rachel Portman
16. „You Waited” – Rachel Portman
17. „I Waited” – Rachel Portman

W filmie Reeves i Bullock tańczą w roku 2004 do piosenki Paula McCartneya, „This Never Happened Before”, jednak jest to anachronizm, gdyż piosenka ukazała się w roku 2005 razem z albumem Chaos and Creation in the Backyard.

## Piosenki, które pojawiły się w filmie, ale nie wchodzą w skład ścieżki dźwiękowej
- „I Wish You Love” – Rosemary Clooney
- „There Will Never Be Another You” – Rosemary Clooney
- „Pink Moon” – Nick Drake
- „La noyée” – Carla Bruni
- „Sentimental Tattoo” – Jukebox Junkies
- „Chiamami Adesso” – Paolo Conte
- „When It Rains” – Brad Mehldau
- „Young At Heart” – Brad Mehldau
- „Almost Like Being In Love” – Gerry Mulligan
- „O Pato” – Stan Getz
- „A Man and A Woman” – Sir Julian
- „No more drama” – Mary J. Blige

W zwiastunie filmu pojawia się piosenka „Somewhere Only We Know” wykonywana przez zespół Keane. Nie pojawia się jednak ona ani w filmie ani na płycie ze ścieżką dźwiękową. Jest natomiast dostępna w albumie Hopes and Fears.